# ك. جي. كونينغهام
ك. جي. كونينغهام (26 يوليو 1939 بأديلايد في أستراليا - )  (بالإنجليزية: K. G. Cunningham)‏ هو معلق رياضي ولاعب كريكت أسترالي. لعب مع فريق جنوب أستراليا للكريكت ‏.

## وصلات خارجية
- ك. جي. كونينغهام على موقع إي آس بي آن كريك إنفو (الإنجليزية)